# Herberts
Herberts var en tillverkare av färger och lacker med säte i Wuppertal, Tyskland. Herberts var en multinationell tillverkare och ingick 1972-1999 i Hoechst och 1999-2012 i DuPont under namnet DuPont Performance Coatings (DPC). Sedan 2012 är verksamheten en del av Axalta Coating Systems som ingår i Carlyle Group.

## Historia
Herberts historia sträcker sig tillbaka till 1866 då företaget grundades av Otto Louis Herberts i Barmen. Företaget tillverkade lacker för droskor och golv och senare började man tillverka speciallacker för lokomotiv och tågvagnar. 1924 grundade Kurt Herberts ett företag som 1927 gick samman med familjeföretaget som leddes av fadern Walter Herberts. Utvecklingen av nya produkter och produktionssätt under 1930-talet gav företaget en tätposition inom lack- och färgindustrin. Efter 1945 upplevde företaget, Dr. Kurt Herberts & Co, en betydande tillväxt i samband med återuppbyggnaden och som leverantör av  billacker till den tyska fordonsindustrin. 